# Bunagana
Bunagana ist eine Stadt in der Demokratischen Republik Kongo, in der Provinz Nord-Kivu. 

## Lage
Bunagana liegt im westlichen Teil des Großen Afrikanischen Grabenbruchs, ungefähr in der Mitte zwischen dem Lake Edward und dem Kiwusee. Der Ort liegt direkt an der Grenze zu Uganda und in der Nähe der Grenze zu Ruanda.

## Geschichte

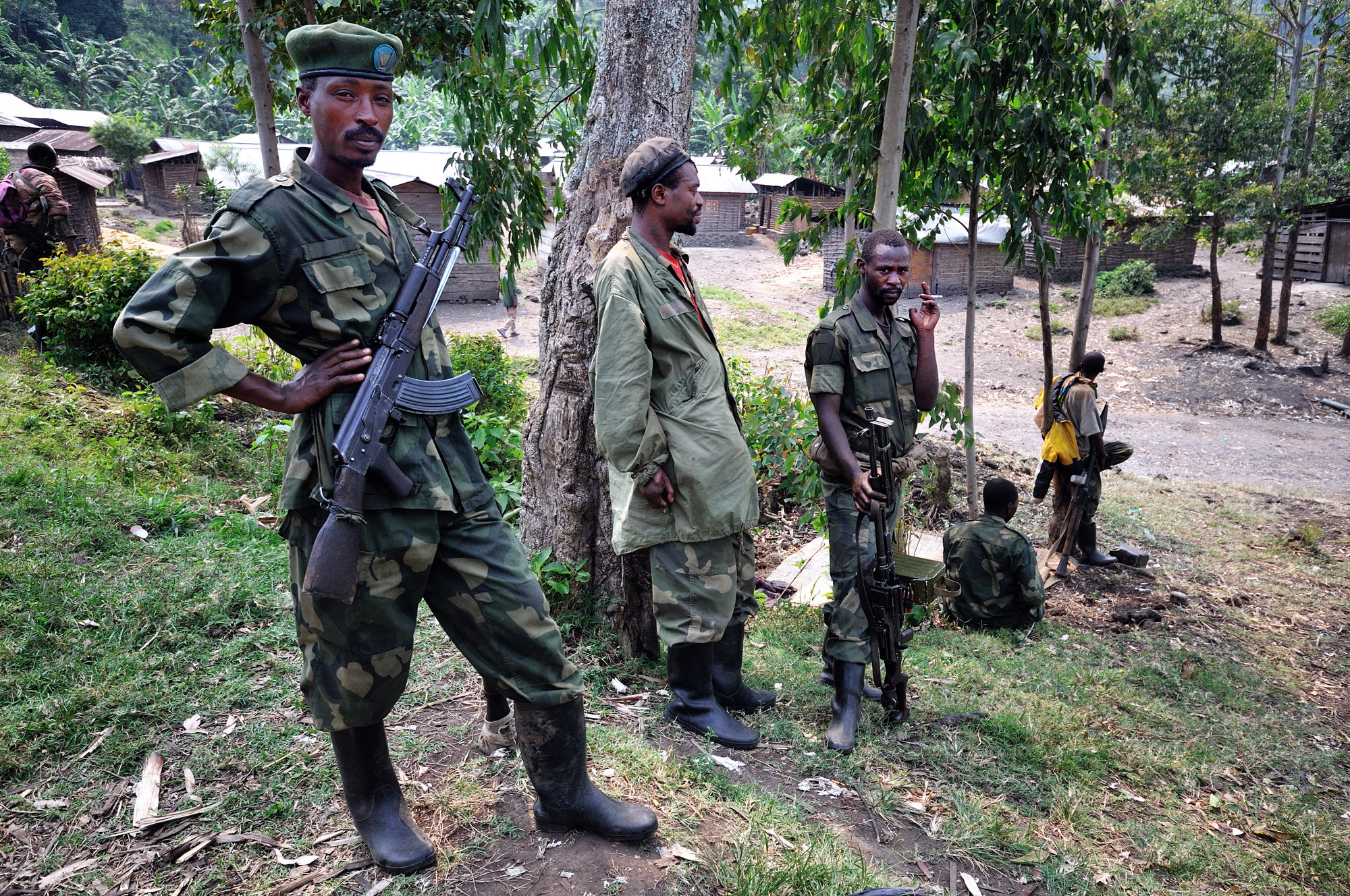
M23-Truppen im Juli 2012 in Bunagana

In Bunagana hatte die Bewegung 23. März unter Sultani Makenga im Jahr 2012/13 ihr Hauptquartier. Der indische General Chander Prakash, Befehlshaber der Mission de l’Organisation des Nations Unies en République Démocratique du Congo, besuchte am 29. Mai 2012 die Stadt, nachdem dort Kämpfe zwischen M23 und der Forces Armées de la République Démocratique du Congo stattgefunden hatten. Im November 2013 floh die gesamte Bevölkerung der Stadt vor den Kämpfen zwischen Regierung und Rebellen.